# Drew Forsythe
Drew Forsythe (n. 23 de agosto de 1949 en Sídney) es un actor, director, cantante y comediante australiano, conocido por sus numerosas participaciones en televisión y teatro.

## Biografía
Drew es padre del actor Abe Forsythe.

## Carrera
En 1988, interpretó a Edward "Teddy" Faithful en la serie médica The Flying Doctors y apareció en el programa The Dingo Principle; un año después apareció por primera vez en la serie policíaca G.P., donde dio vida a Leon Winters en dos episodios más hasta 1993. En 1991 se unió al elenco de la primera temporada de la serie The Miraculous Mellops, donde interpretó a Ralph hasta ese mismo año.
En 2005, se unió al elenco de la serie Hotel Bordemer. En 2006 prestó su voz para el personaje David Tench del show animado David Tench Tonight. Ese mismo año se unió al elenco de la serie I Got a Rocket! donde dio vida a Ma Ducky hasta 2007. En 2007 apareció como invitado en la serie médica All Saints, donde interpretó a Dale Caulder, anteriormente había aparecido por primera vez en la serie en 2002, cuando interpretó a Ray McCarthy durante el episodio "Opening Night". En 2008 apareció como invitado en la serie Packed to the Rafters, donde interpretó a Fred Mackie.
En 2012 apareció en la serie Devil's Dust, donde dio vida a Bob Carr.

## Filmografía

### Series de televisión
| Año         | Título                     | Personaje               | Notas                         |
| ----------- | -------------------------- | ----------------------- | ----------------------------- |
| 2012        | Devil's Dust               | Bob Carr                | 2 episodios - miniserie       |
| 2011        | At Home with Julia         | Bob Katter              | episodio "Date Night"         |
| 2008        | Packed to the Rafters      | Fred Mackie             | episodio "Suburban Boy"       |
| 2007        | Chandon Pictures           | Graham Tucker           | episodio "Back to School"     |
| 2007        | All Saints                 | Bob Carr                | episodio "Running on Impulse" |
| 2006 - 2007 | I Got a Rocket!            | Ma Ducky                | 23 episodios                  |
| 2006        | David Tench Tonight        | David Tench             | 15 episodios                  |
| 2006        | Staines Down Drains        | Doctor Drain            | episodio "Inner Space"        |
| 2005        | Hotel Bordemer             | -                       | 19 episodios                  |
| 1998        | Driven Crazy               | Drayton Mousechap       | episodio "Mousechap"          |
| 1994        | Three Men and a Baby Grand | Varios Personajes       | -                             |
| 1989 - 1993 | G.P.                       | Leon Winters            | 3 episodios                   |
| 1991        | A Country Practice         | Noel Lewis              | 2 episodios                   |
| 1991        | The Miraculous Mellops     | Ralph                   | 20 episodios                  |
| 1988        | The Dingo Principle        | Varios Personajes       | -                             |
| 1988        | The Flying Doctors         | Edward "Teddy" Faithful | episodio "Preacher Man"       |
| 1986        | Land of Hope               | Frank Quinn (grande)    | -                             |
| 1976        | The Emigrants              | Peter                   | episodio "13,000 Miles Away"  |
| 1974        | Three Men of the City      | -                       | -                             |

### Películas
| Año  | Título                    | Personaje                  | Notas |
| ---- | ------------------------- | -------------------------- | --- |
| 2006 | The Last Chip             | Trevor                     | junto a May Chan, Gabrielle Chan, Queenie Vuong & Leon Ford                                                |
| 2003 | Ned                       | Narrador                   | junto a Felix Williamson, Damon Herriman, Josef Ber, Michala Banas, Ryan Johnson, Abe Forsythe & Emma Lung |
| 2002 | Six Days Straight         | Arthur                     | corto - junto a Jennifer Kent                                                                              |
| 1997 | H.M.S. Pinafore           | Rt. Hon. Sir Joseph Porter | junto a Jon English, Amanda Muggleton, Simon Gallaher & Rima Te Wiata                                      |
| 1996 | The Mikado                | Ko-Ko                      | junto a Jon English, Derek Metzger, Terri Crouch & Bev Shean                                               |
| 1995 | Billy's Holiday           | Sid Banks                  | junto a Max Cullen, Kris McQuade, Geneviève Lemon, Richard Roxburgh, Rachael Coopes & Sacha Horler         |
| 1989 | Minnamurra                | Henry Iverson              | junto a Jeff Fahey, Tushka Bergen, Steven Vidler & Cornelia Frances                                        |
| 1987 | Travelling North          | Martin                     | junto a Leo McKern, Julia Blake, Graham Kennedy, Diane Craig & Andrea Moor                                 |
| 1986 | The Movers                | Hombre                     | junto a Bob Baines & Lorna Lesley                                                                          |
| 1986 | Whose Baby                | Bill Morrison              | junto a Angela Punch McGregor, Robyn Gibbes, Peter Curtin, Moya O'Sullivan & Rhys McConnochie              |
| 1985 | Burke & Wills             | Brahe                      | junto a Jack Thompson, Nigel Havers, Greta Scacchi & Chris Haywood                                         |
| 1984 | Annie's Coming Out        | David                      | junto a Angela Punch McGregor, Tina Arhondis, Liddy Clark, Philippa Baker & Lyn Collingwood                |
| 1983 | Dot and the Bunny         | Koala                      | junto a Barbara Frawley, Ron Haddrick, Anne Haddy & Robyn Moore                                            |
| 1982 | Ginger Meggs              | Tiger Kelly                | junto a Garry McDonald, Ross Higgins, Gwen Plumb, John Wood & Hugh Keays-Byrne                             |
| 1981 | Doctors & Nurses          | Katz                       | junto a Pamela Stephenson, Andrew McFarlane, Graeme Blundell, Bill Young & Rebecca Rigg                    |
| 1981 | Around the World with Dot | Danny                      | junto a Barbara Frawley, Ron Haddrick, Anne Haddy & Ross Higgins                                           |
| 1978 | Newsfront                 | Bruce                      | junto a Bill Hunter, Wendy Hughes, Gerard Kennedy, Chris Haywood & Steve Bisley                            |
| 1976 | Deathcheaters             | Director                   | junto a John Hargreaves, Grant Page, Margaret Gerard & Chris Haywood                                       |
| 1976 | Caddie                    | Sonny                      | junto a Helen Morse, Takis Emmanuel, Jack Thompson, Jacki Weaver & Melissa Jaffer                          |
| 1974 | Stone                     | Fred                       | junto a Ken Shorter, Sandy Harbutt, Deryck Barnes & Hugh Keays-Byrne                                       |
| 1974 | Essington                 | -                          | junto a Chris Haywood, Jacqueline Kott, Sandra McGregor, Cornelia Frances & Melissa Jaffer                 |
| 1973 | The Taming of the Shrew   | -                          | junto a John Bell, Ron Haddrick, John Wood, Melissa Jaffer & Robyn Nevin                                   |

### Escritor
| Año  | Película/Serie/Obra                | Notas                         |
| ---- | ---------------------------------- | ----------------------------- |
| 2006 | Best We Forget                     | obra - escritor               |
| 2006 | The Wharf Revue: Stuff all Happens | obra - escritor               |
| 1997 | H.M.S. Pinafore                    | escritor - material adicional |
| 1996 | The Mikado                         | escritor - material adicional |
| 1994 | Three Men and a Baby Grand         | serie - escritor              |
| 1988 | The Dingo Principle                | serie - escritor              |

### Teatro
| Año            | Obra                            | Personaje     | Director (a)      | Teatro              | Notas                                                               |
| -------------- | ------------------------------- | ------------- | ----------------- | ------------------- | ------------------------------------------------------------------- |
| 2012           | Beyond The Rings of Satire      | Bob Carr      | -                 | Sydney Theatre      | junto a Amanda Bishop, Josh Quong Tart & Phillip Scott              |
| 2010           | Pennies from Kevin              | Nick Xenophon | -                 | Glen St. Theatre    | junto a Jonathan Biggins, Virginia Gay & Phillip Scott              |
| 2006           | Best We Forget                  | -             | Stephen Daldry    | -                   | junto a Michael Falzon, Genevieve Lemon & Nigel Ubrihien            |
| 2006           | Kookaburra Launch Concert       | -             | Gale Edwards      | Lyric Theatre       | junto a Rachael Beck, Debra Byrne, Ian Stenlake & John Waters       |
| 2006           | Stuff all Happens               | -             | Stephen Daldry    | IMB Theatre         | junto a Jonathan Biggins, Genevieve Lemon & Phillip Scott           |
| 2005           | The Give and Take?              | AJ            | -                 | Drama Theatre       | junto a Garry McDonald, Alyssa McClelland y John Adam               |
| 2005           | Broken Valley                   | -             | Anthony Weigh     | Belvoir St. Theatre | junto a Susie Porter, Hayley McElhinney & Damon Herriman            |
| 2004           | Light On The Hill               | -             | Neil Armfield     | Belvoir St. Theatre | junto a Damon Herriman, Rebecca Massey & Kerry Walker               |
| 2004           | The Republic of Myopia          | -             | -                 | Sydney Theatre      | junto a Helen Dallimore, Genevieve Lemon & Christopher Pitman       |
| 2004           | Harbour                         | -             | Robyn Nevin       | Sydney Theatre      | junto a Helen Dallimore, Genevieve Lemon & Melissa Jaffer           |
| 2002           | Volpone                         | -             | Marion Potts      | -                   | junto a Max Cullen, Barry Otto, Matthew Newton & Darren Weller      |
| 2000           | The Official Visitors Guide...  | -             | -                 | -                   | junto a Jonathan Biggins, Jacki Weaver & Andrew Ross                |
| 2000           | The Recruit                     | -             | -                 | Melbourne Theatre   | junto a Conrad Coleby, Brendan Cowell & Leeanna Walsman             |
| 1992           | The Trackers of Oxyrhyncus      | -             | Mark Gaal         | Wharf Theatre       | junto a David Field, John Wood, Kate Fitzpatrick & Wayne Pygram     |
| 1990           | The Venetian Twins              | -             | John Bell         | Playhouse Theatre   | junto a Tara Morice, Genevieve Lemon & Helen Noonan                 |
| 1990           | Love Letters                    | -             | Stephen L. Helper | -                   | junto a Ron Haddrick, Marcus Graham & Andrew McFarlane              |
| 1989           | Big River: The Adventures...    | -             | Michael Grief     | Her Majesty's T.    | junto a John Bell, Cameron Daddo & Geraldene Morrow                 |
| 1988           | Big and Little                  | -             | Harald Clemen     | Drama Theatre       | junto a Jeanette Cronin, Geoff Morrell, Gillian Jones & Robyn Nevin |
| 1977,1979,1980 | The Club                        | -             | John Bell         | Old Vic Theatre     | junto a Ivar Kants, Ron Graham, Ron Haddrick & Barry Lovett         |
| 1976           | Are You Now or Have...          | -             | Kenneth Horler    | Nimrod Theatre      | junto a Alan Becher, Robert Davis, Barry Otto & Martin Harris       |
| 1976           | All Good Men                    | -             | Max Iffland       | Stables Theatre     | junto a Judith Fisher, Ivar Kants & Gordon McDougall                |
| 1974           | The Seagull                     | -             | Richard Wherrett  | Nimrod Theatre      | junto a Peter Carroll, Jacki Weaver & Tony Llewellyn-Jones          |
| 1973           | The Threepenny Opera            | -             | Jim Sharman       | Drama Theatre       | junto a Gloria Dawn, Kate Fitzpatrick & Robin Ramsay                |
| 1972           | How Could You Believe Me...     | -             | John Bell         | Parade Theatre      | junto a Christine Amor & Ron Haddrick                               |
| 1972           | Forget-Me-Not Lane              | -             | Robin Lovejoy     | Parade Theatre      | junto a Christine Amor, Ron Haddrick & Jacki Weaver                 |
| 1972           | Julius Caesar                   | -             | Richard Wherrett  | -                   | junto a Arthur Dignam, Neil Fitzpatrick & Robyn Nevin               |
| 1972           | Tartuffe                        | -             | -                 | Parade Theatre      | junto a Christine Amor, Tim Eliott & Robyn Nevin                    |
| 1971           | Lasseter                        | -             | Jim Sharman       | Parade Theatre      | junto a John Waters, Melissa Jaffer & Garry McDonald                |
| 1971           | The National Health or Nurse... | -             | Philip Hedley     | Parade Theatre      | junto a Garry McDonald, Ron Haddrick & Melissa Jaffer               |
| 1970           | Major Barbara                   | -             | Glenda Ferrall    | Parade Theatre      | junto a John Wood, Jane Harders & Anna Volska                       |
| 1970           | This Story of Yours             | -             | Bryan Syron       | Parade Theatre      | junto a Ron Haddrick, Barry Lovett & John Wood                      |
| 1969           | The Crucible                    | -             | John Clark        | Old Tote Theatre    | junto a John Allen, Olive Brown & John Wood                         |
| 1969           | Miss Jairus                     | -             | Derek Nicholson   | Old Tote Theatre    | junto a John Allen, John Wood & Frances Gallagher                   |
| 1968           | Hippolytus                      | -             | -                 | Jane St. Theatre    | junto a John Allen, Philip Cook, Diane Craig & John Wood            |

## Premios y nominaciones
| Año  | Categoría                             | Premio    | Serie/Película      | Resultado |
| ---- | ------------------------------------- | --------- | ------------------- | --------- |
| 2007 | Best Performance in Television Comedy | AFI Award | David Tench Tonight | Nominado  |
| 1984 | Best Actor in a Lead Role             | AFI Award | Annie's Coming Out  | Nominado  |
| 1976 | Best Actor in a Supporting Role       | AFI Award | Caddie              | Ganador   |